# Kalmia
- Commons
- Wikispecies

Kalmia L. é um género botânico pertencente à família Ericaceae.

## Sinonímia
- Kalmiella Small

## Espécies
- Kalmia angustifolia L.
- Kalmia carolina Small
- Kalmia cuneata Michx.
- Kalmia ericoides Wright
- Kalmia hirsuta Walt.
- Kalmia latifolia L.
- Kalmia polifolia Wangenh.
- Lista completa

## Classificação do gênero
| Sistema | Classificação                     | Referência               |
| ------- | --------------------------------- | ------------------------ |
| Linné   | Classe Decandria, ordem Monogynia | Species plantarum (1753) |